# Giuseppe Marciante
Giuseppe Marciante (Catània, Sicília, 16 de juliol de 1951) és un clergue catòlic bisbe de Cefalù.

## Vida
Giuseppe Marciante va rebre el 5 d'octubre de 1980, el sagrament de l'ordenació.
L'1 de juny 2009 el Papa Benet XVI el va nomenar bisbe titular de la diòcesi de Thagora el mateix dia que el nomenaven bisbe auxiliar de Roma Est. El cardenal vicari de la Diòcesi de Roma, Agostino Vallini, el va ordenar bisbe juntament amb Guerino Di Tora l'11 de juliol del mateix any; els co-consagradors foren els bisbes auxiliars a Roma, van ser Luigi Moretti i Enzo Dieci.
El 16 de febrer de 2018, el Papa Francesc el va nomenar Bisbe de Cefalù.